# Clementino dos Reis Amaral

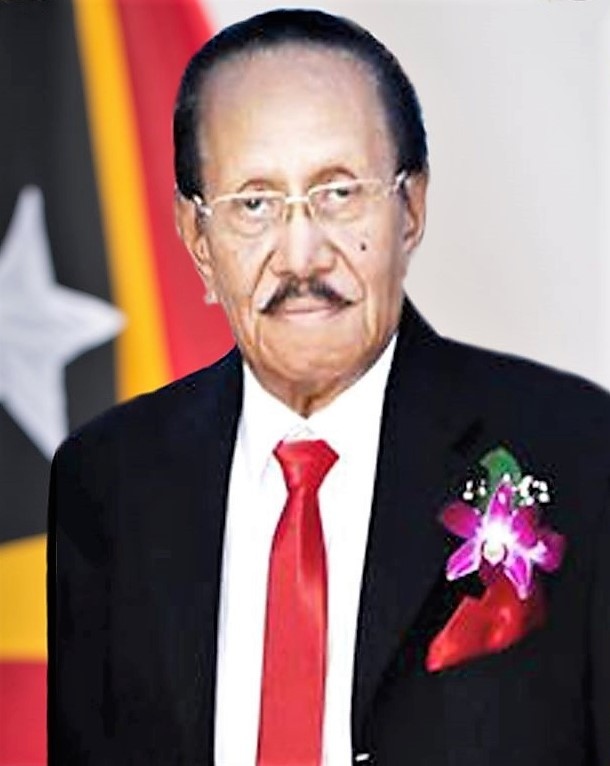
Clementino doe Reis Amaral (ca. 2001)

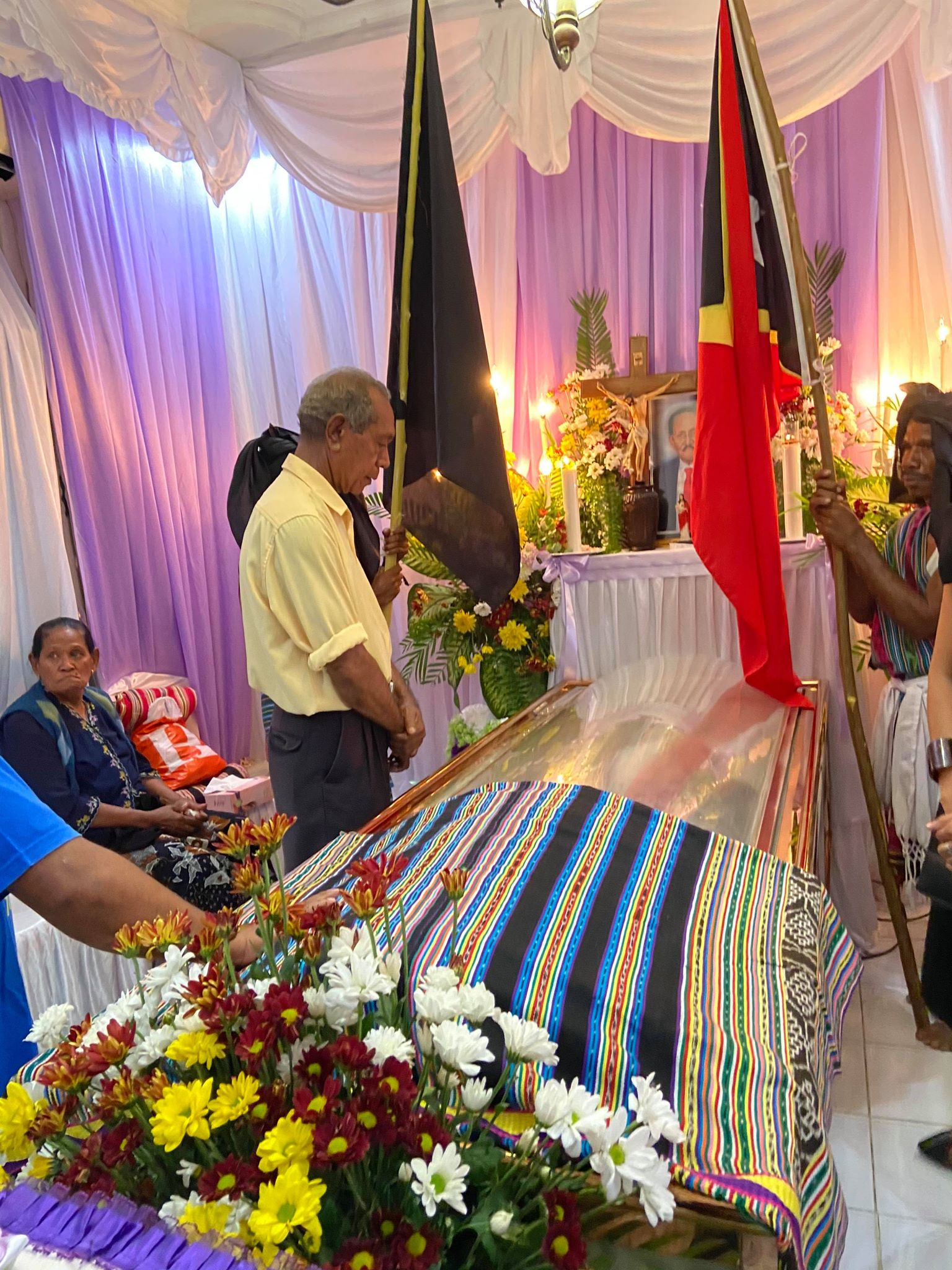
Trauerfeier für Amaral
(9. März 2020)

Clementino dos Reis Amaral († 8. März 2020 in Dili, Osttimor) war ein osttimoresischer Politiker. Früher war er portugiesischer Kolonialverwalter und indonesischer Politiker. Amaral stammte aus Viqueque.

## Leben
Amaral war in der portugiesischen Kolonialzeit Distriktsadministrator von Baucau. Im Bürgerkrieg in Osttimor 1975 wurde Amaral von der FRETILIN in Baucau gefangen genommen und in der Pousada de Baucau 100 Tage interniert.
Nach der Annexion Osttimors durch Indonesien (1976) blieb er Stellvertreter von Baucaus Administrator (Bupati) Abel da Costa Belo. Von 1985 bis 1999 war Amaral Mitglied des indonesischen Parlaments und sieben Jahre lang Mitglied der indonesischen Kommission für Menschenrechte (Komnas-HAM).
Die osttimoresische, monarchistische Partei Klibur Oan Timor Asuwain (KOTA) führte Amaral als Vertreter seines Bruders, des erkrankten Parteichefs Leão Pedro dos Reis Amaral bis 2011. Hier wurde er von Pedro da Costa Ramalho abgelöst.
1999 wurde Amaral in den National Consultative Council (NCC) berufen. Ab 2000 war er Mitglied des National Councils und von 2001 bis 2007 Abgeordneter im Parlament von Osttimor. Hier war er stellvertretender Vorsitzender der Kommission für auswärtige Angelegenheiten, Verteidigung und Nationale Sicherheit.

## Sonstiges
Amaral war der Onkel von José Luís Guterres und Isabel Guterres.